# مودیعین عیلیت
مودیعین عیلیت (به لاتین: Modi'in Illit؛ به عبری: מוֹדִיעִין עִלִּית‎) مرکز منطقه یهودا و سامره در کشور اسرائیل است.